# Стропицы (Псковская область)
Стропицы — деревня в Гдовском районе Псковской области России. Относится к сельскому поселению «Юшкинская волость».

## География
Деревня Стропицы расположена на расстоянии одного километра от восточного берега Чудского озера, в 11 км южнее райцентра Гдов. Ближайшие населённые пункты: Заполье в 1,5 км на северо-запад, Козлово в 1,3 км восточнее и Ручьи в 1 км на юг.

## Население
По состоянию на 01.01.1991 в деревне было 19 жилых домов и одно нежилое здание бывшего сельского клуба. Численность населения деревни на 2000 год составила 13 человек.